# اروین هوشتراسر
اروین هوشتراسر (آلمانی: Erwin Hochsträsser) بازیکن فوتبال اهل سوئیس بود.
از باشگاه‌هایی که در آن بازی کرده‌است می‌توان به باشگاه فوتبال لوزان-اسپورت و باشگاه ورزشی یانگ بویز اشاره کرد.
وی همچنین در تیم ملی فوتبال سوئیس بازی کرده‌است.